# Polystachya anthoceros
Espèce
Synonymes
- Disperanthoceros anthoceros (la Croix & P.J.Cribb) Mytnik & Szlach.[1]

Polystachya anthoceros est une espèce de plantes à fleurs de la famille des Orchidaceae (les orchidées) et du genre Polystachya, présente au Cameroun et au Nigeria.

## Distribution
On ne connaît que trois localisations à cette espèce, qui a d'abord été observée en 1993 au Nigeria, sur le plateau de Mambila, dans la réserve forestière de Ngel Nyaki (en). Les deux autres sites se trouvent au nord-ouest du Cameroun dans la réserve forestière de Bali Ngemba et à Baba II, où des spécimens ont été collectés en 2001.

## Habitat
C'est une plante épiphyte que l'on trouve en Afrique centrale, dans les forêts de montagne ou dans des zones boisées au milieu de prairies, à une altitude comprise entre 1 500 et 2 100 m.